# Robert Hoffman
Robert James Hoffman III Jr. (Gainesville, Florida; 21 de septiembre de 1980) es un actor, bailarín y coreógrafo estadounidense conocido por interpretar a Chase Collins en Step Up 2: The Streets.

## Biografía
Robert es hijo de Charlotte y Robert Hoffman; cuando tenía siete años se mudó a Madison, Alabama. Tiene un hermano pequeño, Chris, y dos hermanas menores, Ashley y Lauren. Estudió en la Alabama School of Fine Arts.
Robert descubrió su pasión por el baile después de ver el videoclip de Michael Jackson, Thriller. 
Robert salió con la actriz Alice Greczyn, pero la relación terminó.
Es muy buen amigo de los actores Nick Cannon y de Channing Tatum, con quien ha trabajado en películas como She's the Man, Coach Carter y en Step Up 2: The Streets.

## Carrera
Robert hizo su debut como actor en el 2003, cuando apareció en un episodio de la serie American Dreams. 
Como bailarín Robert ha trabajado para artistas como Christina Aguilera, Usher, Mýa, Marilyn Manson, Ricky Martin y Svetlana.
Entre el 2003 y el 2006 apareció en varias series de televisión como American Dreams, Quintuplets, en la serie de drama y crimen CSI: Miami, en el drama Vanished donde interpretó a Adam Putman, y en la comedia Campus Ladies, donde interpretó a Evan. 
Entre el 2003 y el 2008 obtuvo pequeños papeles como bailarín en películas como Gigli, From Justin to Kelly, Dirty Dancing: Havana Nights, Guess Who, Coach Carter y The Onion Movie. En el 2004 trabajó en You Got Served, por el cual le dieron el premio al Mejor Coreógrafo Americano. 
Su primer papel importante en una película lo obtuvo en el 2006 con la comedia She's the Man, protagonizada por Amanda Bynes y Channing Tatum. Ese mismo año apareció en el concurso America's Next Top Model y en el programa Nick Cannon Presents: Wild 'N O. 
En el 2008 se unió al elenco principal de la película Step Up 2: The Streets donde interpretó al bailarín Chase Collins junto a Briana Evigan, la película fue la secuela de Step Up (2006) interpretada por Channing Tatum y Jenna Dewan. Por su interpretación Robert junto a Briana recibieron el premio MTV Movie Award por "Mejor Beso"', ese mismo año aparecieron en el video musical de Enrique Iglesias Push y en Low de Flo Rida y T-Pain.  
Ese mismo año dirigido, escribió y protagonizó el corto Kinetsu Hayabusa, un ninja urbano que se viste de negro y realiza acrobacias por la ciudad.
En el 2009 apareció como invitado en la serie Greek donde interpretó a Patrick Chambers, el hermano mayor de Evan Chambers (interpretado por Jake McDorman).
En el 2010 apareció en la película Aliens in the Attic donde interpretó a Ricky, el interés romántico de Bethany Pearson (interpretado por Ashley Tisdale). Ese mismo año apareció en el drama A Good Funeral y en BoyBand y Burning Palms donde interpretó a Chad Bowe, apareció en el documental Move, junto a los bailarines Paula Abdul, Bebe Neuwirth, Carrie Ann Inaba y Debbie Allen. 
En el 2011 apareció en la película Take Me Home Tonight donde interpretó a Tyler "Dance Machine" Jones, ese mismo año dio vida a Javier DeRenzio en la película Grace.
En el 2012 apareció como invitado en varios episodios de la serie americana 90210 donde interpretó a Caleb Walsh, un joven seminarista católico.
En el 2014 interpretará a Kevin Shepherd la película Monica donde trabajará nuevamente con la actriz Briana Evigan.

## Filmografía

### Películas
| Año  | Título                      | Personaje                   | Notas                                                              |
| ---- | --------------------------- | --------------------------- | ------------------------------------------------------------------ |
| 2014 | Monica                      | Kevin Shepherd              | junto a Briana Evigan, James Remar, Carmen Electra & Kenny Wormald |
| 2013 | Space Station 76            | Daniel                      | junto a Patrick Wilson, Liv Tyler, Marisa Coughlan & Matthew Bomer |
| 2012 | Life Life in in Space Space | General Kocklian            | corto - junto a Austin Butler, Alice Greczyn & Carter Jenkins      |
| 2011 | Take Me Home Tonight        | Tyler "Dance Machine" Jones | junto a Anna Faris, Topher Grace & Chris Pratt                     |
| 2011 | Grace                       | Javier DeRenzio             | junto a Eric Roberts, Bree Turner & Chris Carmack                  |
| 2010 | A Good Funeral              | Bart                        | junto a Gary Cole & Kelly Lynch                                    |
| 2010 | Burning Palms               | Chad Bower                  | junto a Nick Stahl, Rosamund Pike y Zoe Saldaña                    |
| 2010 | BoyBand                     | Garth                       | junto a Michael Copon & Ryan Pinkston                              |
| 2009 | Aliens in the Attic         | Ricky Dillman               | junto a Ashley Tisdale & Carter Jenkins                            |
| 2008 | Step Up 2: The Streets      | Chase Collins               | junto a Briana Evigan, Adam G. Sevani & Will Kemp                  |
| 2007 | Bag Boy                     | Clyde "Windmill" Wynorski   | -                                                                  |
| 2007 | Revenge                     | Dennis                      | -                                                                  |
| 2007 | Shrooms                     | Bluto                       | junto a Jack Huston & Alice Greczyn                                |
| 2007 | Dash 4 Cash                 | Michael                     | -                                                                  |
| 2006 | She's the Man               | Justin                      | junto a Amanda Bynes, Channing Tatum & Laura Ramsey                |
| 2005 | I?                          | David (grande)              | junto a Sharon Lawrence                                            |
| 2004 | You Got Served              | Max                         | -                                                                  |

### Series de televisión
| 2014 | Turno de noche                  | Tad Callahan     |                                            | 2012 | 90210 | Caleb Walsh | 6 episodios |
| 2011 | Grey's Anatomy                  | Chad             | episodio "Love, Loss and Legacy"           |      |       |             |             |
| 2011 | Drop Dead Diva                  | Brian Pullman    | 3 episodios                                |      |       |             |             |
| 2010 | The Legend of Neil              | Capitán Lynel    | 2 episodios                                |      |       |             |             |
| 2009 | Greek                           | Patrick Chambers | episodio "Big Littles and Jumbo Shrimp"    |      |       |             |             |
| 2008 | The Jace Hall Show              | Kinetsu Hayabusa | episodio "Curt Schilling and Wimbledon!!!" |      |       |             |             |
| 2008 | Untitled Liz Meriwether Project | Brian            | episodio "Pilot"                           |      |       |             |             |
| 2006 | Campus Ladies                   | Evan             | episodio "Webcam"                          |      |       |             |             |
| 2006 | CSI: Miami                      | Brad Hoffman     | episodio "Come as You Are"                 |      |       |             |             |
| 2006 | Vanished                        | Adam Putnam      | 6 episodios                                |      |       |             |             |
| 2004 | Quintuplets                     | Matt             | 3 episodios                                |      |       |             |             |
| 2003 | American Dreams                 | Brian Wilson     | episodio "Where the Boys Are"              |      |       |             |             |

### Apariciones
| Año  | Programa                             | Notas          |
| ---- | ------------------------------------ | -------------- |
| 2007 | Nick Cannon Presents: Short Circuitz | episodio # 1.4 |
| 2006 | Nick Cannon Presents: Wild 'N Out    | 26 episodios   |

### Videos musicales
| Año         | Cantante            | Canción      | Notas         |
| ----------- | ------------------- | ------------ | ------------- |
| 2009        | Garfunkel and Oates | Present Face | video musical |
| 2008        | Enrique Iglesias    | Push         | video musical |
| 2007 - 2008 | Flo Rida con T-Pain | Low          | video musical |

## Premios y nominaciones
| Año  | Categoría                                           | Premio                      | Película               | Resultado |
| ---- | --------------------------------------------------- | --------------------------- | ---------------------- | --------- |
| 2008 | Best Kiss                                           | MTV Movie Award             | Step Up 2: The Streets | Ganó      |
| 2004 | Outstanding Achievment in Choreography-Feature Film | American Choreography Award | You Got Served         | Ganó      |